# Àcid iodhídric

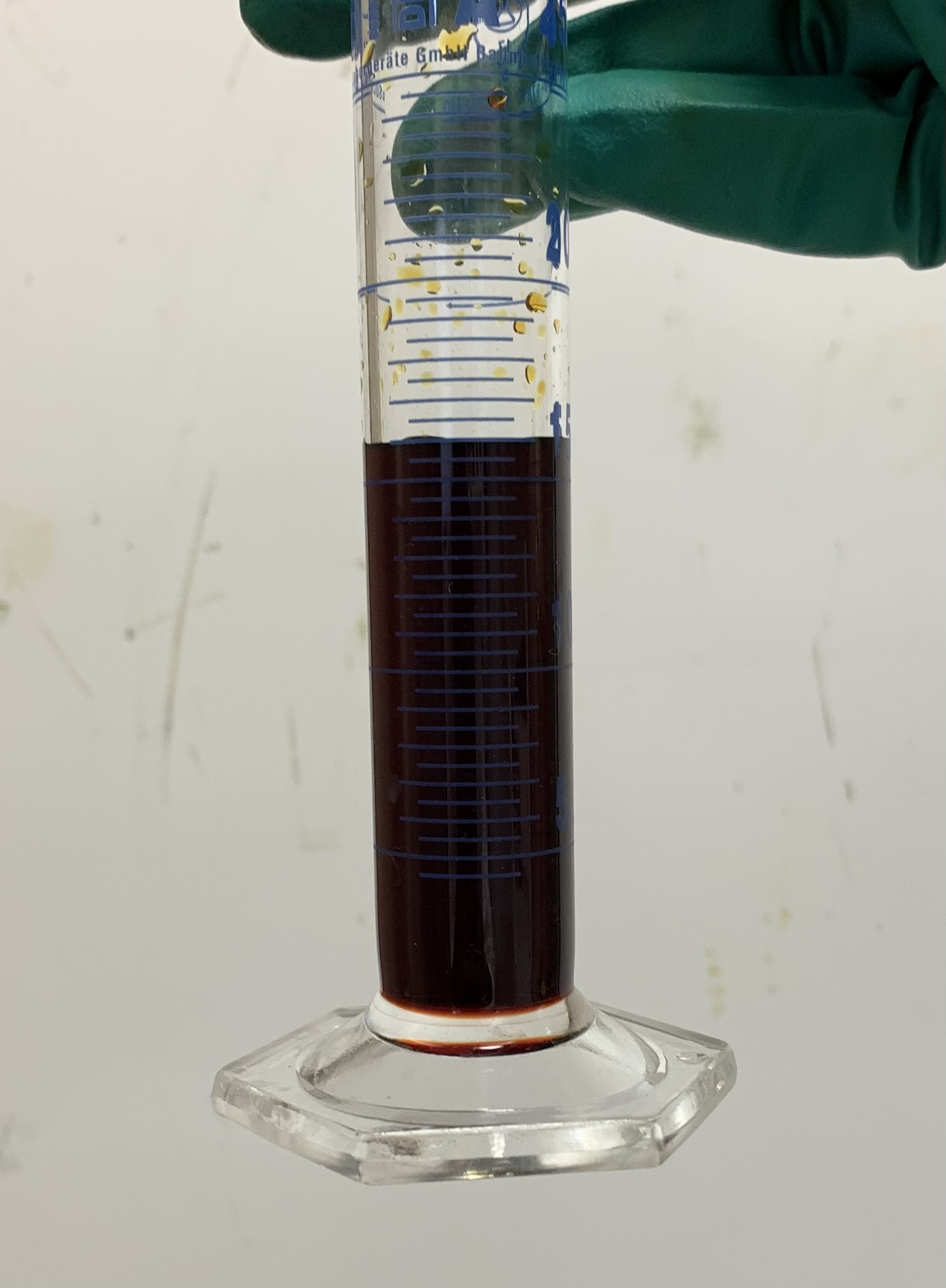
Dissolució d'àcid iodhídric oxidada amb la coloració típica del iode.

Àcid iodhídric és el nom de les dissolucions aquoses de iodur d'hidrogen HI en aigua, les quals tenen propietats àcides. Les dissolucions comercials són del 10 % en massa i són un important reactiu en química inorgànica i orgànica. També són emprades industrialment per a la producció de iodurs.
En dissolució aquosa el iodur d'hidrogen reacciona amb l'aigua segons la teoria àcid-base de Brønsted-Lowry i s'estableix el següent equilibri amb formació de l'anió iodur I– i el catió oxoni H3O+, característic de les dissolucions d'àcids:{\displaystyle {\ce {HI(g) + H2O(l) <=> I^{-}(aq) + H3O+(aq)}}}El iodur d'hidrogen és excepcionalment soluble en aigua, un litre d'aigua dissol 425 l de iodur d'hidrogen. La dissolució final conté només quatre molècules d'aigua per cada molècula de iodur d'hidrogen. Les dissolucions concentrades comercials són del 90-98 % en massa. Les dissolucions formen un azeòtrop a 127 °C que conté un 57 % de iodur d'hidrogen i un 43 % d'aigua. És l'àcid més fort dels hidràcids (pKa = –10 i Ka = 1010) dels halògens a causa del fet que l'anió iodur I– té un radi iònic més gran que la resta (r(F–) = 133 pm; r(Cl–) = 181 pm; r(Br–) = 196 pm; r(I–)= 220 pm), ja que el radi iònic augmenta en davallar dins d'un grup de la taula periòdica per l'increment de capes electròniques. El camp elèctric creat per l'anió iodur és inferior al dels altres anions dels halògens perquè el camp elèctric és inversament proporcional al radi (llei de Coulomb) i retén amb menys força els cations H+.
Les dissolucions concentrades reaccionen amb l'oxigen de l'aire i el iodur es redueix a iode lliure donant una coloració marronosa a la dissolució que, inicialment, és transparent. Les reaccions són:
{\displaystyle {\ce {4HI + O2 -> 2H2O + 2I2}}}{\displaystyle {\ce {HI + I2 -> HI3}}}